# Chaunacidae

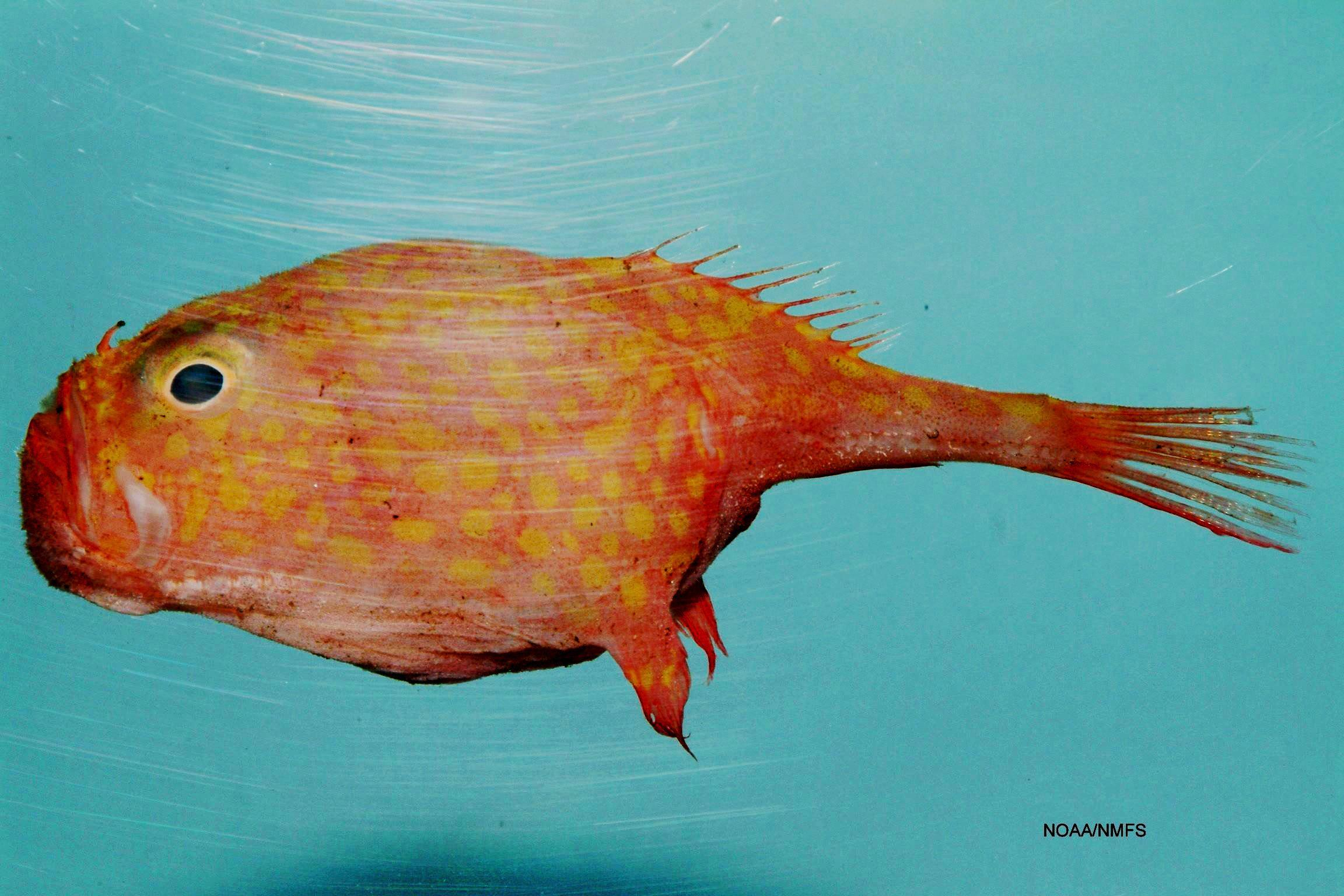
Chaunax suttkusi

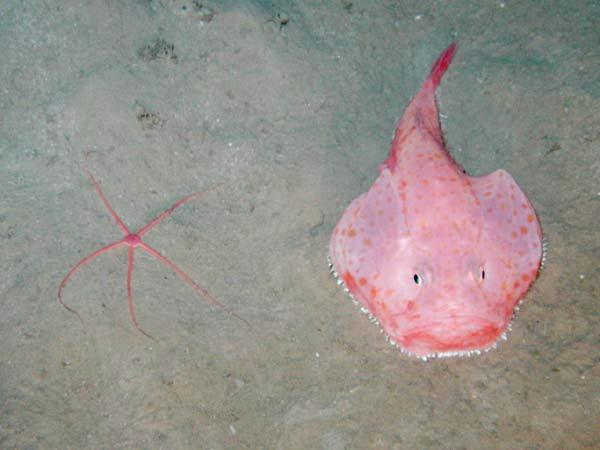
Chaunax pictus

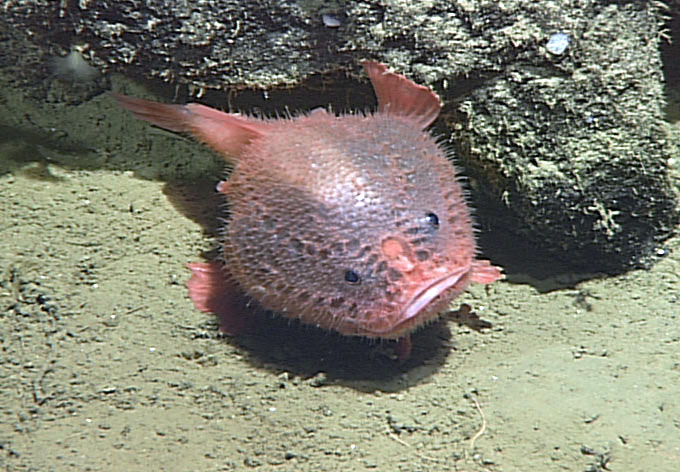
Chaunacops coloratus

I Chaunacidae sono una famiglia di pesci ossei appartenenti all'ordine Lophiiformes.

## Distribuzione e habitat
Questa famiglia è distribuita in tutti i mari e gli oceani temperati e tropicali.
Nel mar Mediterraneo sono stati catturati due esemplari, a distanza di quattro anni l'uno dall'altro, della specie Chaunax suttkusi (tipica del mar dei Caraibi e dell'Oceano Atlantico occidentale), nella stessa area tra Sardegna, Sicilia e Tunisia a profondità tra i 500 ed i 600 metri.
La maggior parte dei Chaunacidae sono specie di profondità quando non abissali che popolano la scarpata continentale.

## Descrizione
L'aspetto di questi pesci è stranissimo, il che li rende facilmente riconoscibili: il corpo è quasi sferico è può essere rigonfiato, la bocca è molto grande e in posizione verticale, armata di piccoli ma numerosissimi denti. La pelle è ruvida, cosparsa di piccole scaglie spinose. Il primo raggio della pinna dorsale, così come accade nella rana pescatrice, è staccato dalla pinna e situato sulla fronte del pesce dove costituisce un filamento atto ad attrarre le prede. Le aperture branchiali si aprono sotto l'ascella delle pinne pettorali.
Il colore in genere tende al rosso più o meno vivace.
Si tratta di pesci di modeste dimensioni che solo raramente possono raggiungere i 40 cm.

## Biologia
Poco nota.

### Alimentazione
Si cibano di altri pesci.

## Specie
- Genere Chaunacops
  - Chaunacops coloratus
  - Chaunacops melanostomus
  - Chaunacops roseus
- Genere Chaunax
  - Chaunax abei
  - Chaunax breviradius
  - Chaunax endeavouri
  - Chaunax fimbriatus
  - Chaunax flammeus
  - Chaunax latipunctatus
  - Chaunax nudiventer
  - Chaunax penicillatus
  - Chaunax pictus
  - Chaunax stigmaeus
  - Chaunax suttkusi
  - Chaunax tosaensis
  - Chaunax umbrinus